# Comunità ebraica di Savoca
La Comunità ebraica di Savoca è stata una comunità ebraica presente in Sicilia fino al 1493.

## Storia
Nella cittadina di Savoca era stanziata un'importante e laboriosa comunità ebraica. Le origini della presenza ebraica nel territorio savocese non sono ben chiare, appare tuttavia assodata la loro presenza ai tempi dell'Emirato di Sicilia. Antichi documenti, risalenti al 1409 ed al 1470, testimoniano che a Savoca, nel XV secolo, dimoravano circa 350 ebrei, ripartiti in circa 50/60 famiglie; il 7,5% su una popolazione totale di circa 4.000 abitanti. 
I giudei savocesi erano soprattutto abili tessitori e tintori e non mancavano quelli dediti alla lavorazione del ferro e della seta ed alla coltivazione della canna da zucchero e della vite. Certamente vi erano piccoli mercanti che si occupavano della commercializzazione del vino e delle sete locali e anche prestatori di denaro a interesse, considerato che tale ultima attività, nel medioevo, era vietata ai cristiani.

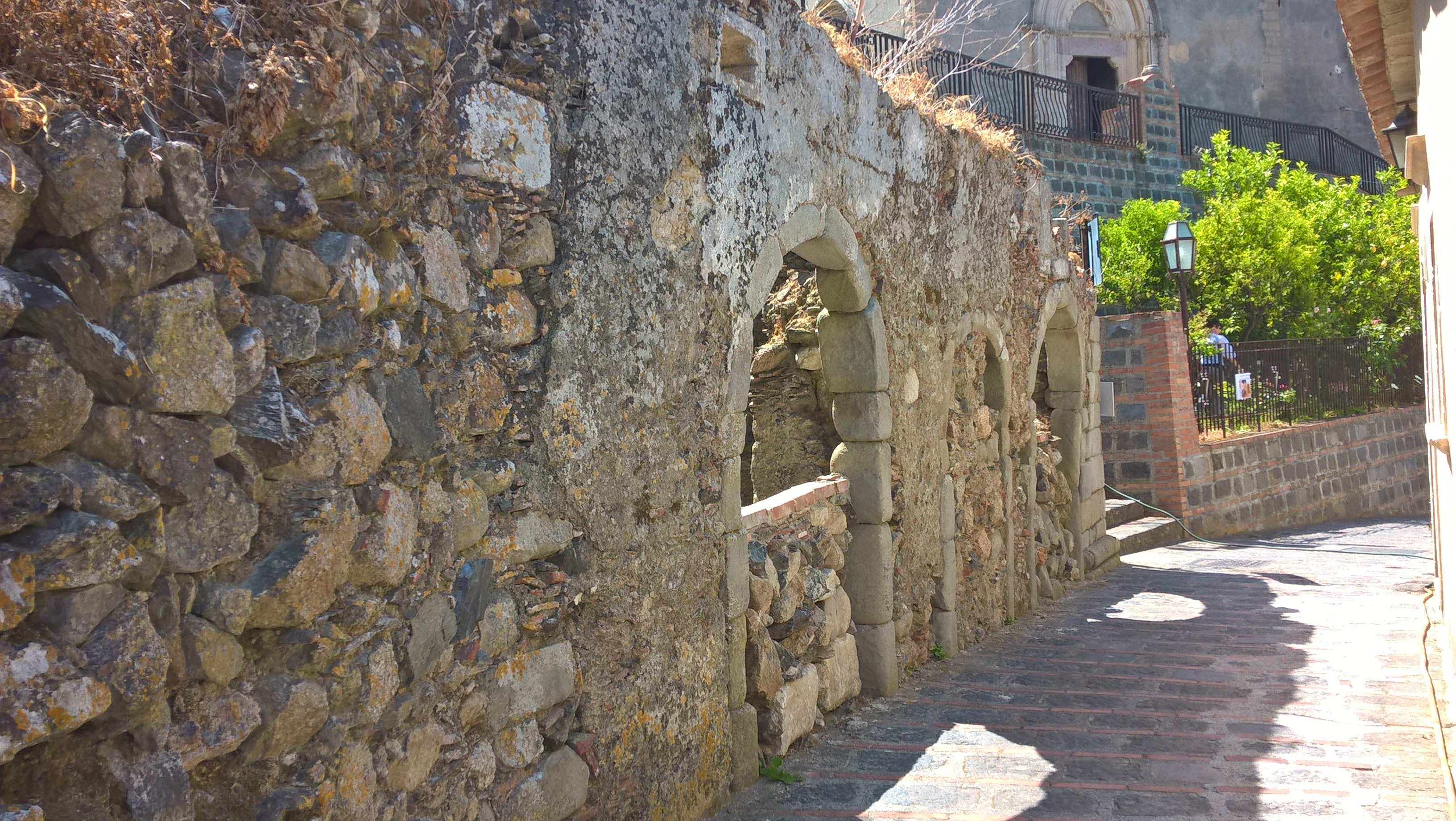
Rovine della Sinagoga di Savoca

Diversamente da altre comunità ebraiche siciliane e non solo, i giudei savocesi non risiedevano in una zona circoscritta del territorio di Savoca, ma moltissimi di loro avevano le proprie case vicine a quelle dei cristiani. Il gruppo più consistente di ebrei era dislocato nel centro abitato di Savoca e in quello vicino di Casalvecchio, ove esisteva una via del centro storico nominata "Strada la Judeca". Ebrei erano anche presenti nel vicino villaggio di Limina e sicuramente, negli altri centri abitati della Valle d'Agrò.
I giudei di Savoca fruivano di una "Mischita" (sinagoga), a due elevazioni fuori terra, che le fonti dell'epoca (1408) collocano "nel centro e nel miglior luogo" del paese. Detto luogo di culto, di cui oggi sono visibili le rovine, doveva già esistere nel XIV secolo.
Ad una certa distanza dall'abitato, in contrada Moselle, era presente un cimitero ebraico del quale a tutt'oggi non è visibile traccia alcuna.
Del 1470 è un provvedimento restrittivo, nei confronti degli ebrei residenti in Savoca, avente per oggetto la Mischita di quella città. Poiché detto edificio di culto sorgeva in un quartiere abitato da cristiani, perdipiù vicino a chiese (Chiesa di San Michele) ed al "Palazzo della Curia" all'interno del quale avevano sede le magistrature municipali, nell'agosto 1470, venne confiscato su ordine del Viceré di Sicilia Lope III Ximénez de Urrea y de Bardaixi. Lo stesso viceré dispose che la sinagoga venisse edificata in altro luogo. La ragione di tale provvedimento è da ricercare nel fatto che i giudei savocesi, nell'officiare i loro riti, "cantavano inni a voce talmente alta" da disturbare le attività civili e liturgiche dei cristiani che da lì a pochi passi si svolgevano. La sinagoga confiscata venne venduta ad un privato cittadino del luogo di religione cristiana, tal Fulippu Sturiali (Filippo Sturiale in lingua italiana) che dovette pagare ai suoi concittadini giudei una somma pari a ¼ del valore dell’immobile e “consegnare o cedere” un fondo o un edificio su cui detti giudei avrebbero potuto edificare o trasferire la loro sinagoga. Fatto ciò, il nuovo acquirente trasformò l'edificio di culto in civile abitazione. Ancora oggi nel borgo medievale di Savoca sono presenti i ruderi di detta sinagoga.
Un altro decreto vicereale, avente ad oggetto i giudei residenti a Savoca, porta la data del 16 marzo 1490, con esso il Viceré di Sicilia Ferdinando de Acuña invitava gli ufficiali della città di Savoca a prevenire i tumulti di cristiani ai danni dei giudei durante la Settimana Santa; da detto provvedimento si evince che negli anni immediatamente precedenti, in occasione di tumulti, le case di numerosi giudei savocesi erano state fatte bersaglio di lancio di pietre che avevano infranto finestre e tetti.

### Dopo il Decreto dell'Alhambra
Nel marzo 1492, il re Ferdinando II di Sicilia emanò il Decreto dell'Alhambra, col quale si ordinava che tutti i giudei presenti nel Regno di Sicilia dovevano convertirsi al Cristianesimo o abbandonare il regno lasciando tutte le loro proprietà mobiliari e immobiliari. Sembrerebbe che la maggioranza dei giudei savocesi abbia optato per l'esilio definitivo, lasciando la Sicilia, mentre alcuni nuclei familiari scelsero di convertirsi. 
Alla comunità giudaica di Savoca appartenevano pure persone economicamente agiate e i notabili savocesi del tempo non si fecero scrupoli (ricorrendo anche a mezzi illegali e violenti) per accaparrarsi più ricchezze possibili tra quelle confiscate ai loro concittadini ebrei. 
I giudei savocesi che scelsero di farsi battezzare furono aiutati da alcune confraternite locali nel loro cammino di conversione al Cristianesimo, anche se vennero sempre guardati con grande diffidenza dai loro conterranei. Fonti documentali, dei primi decenni del XVI secolo, attestano lo svolgimento di processi, incoati dalla Santa Inquisizione, contro i cosiddetti "cristiani giudaizzanti" che in qualche caso si conclusero con la pena capitale. I già citati documenti affermano altresì che molti ebrei-convertiti savocesi si stabilirono nella vicina cittadina di Mandanici, probabilmente per sfuggire alle persecuzioni della Santa Inquisizione (presente in Savoca) e alle possibili angherie dei loro compaesani.
Ancora oggi, nel centro storico, accanto alla duecentesca Chiesa di San Michele, esistono i ruderi di quella che fu la Sinagoga di Savoca.

#### Onomastica
Nella toponomastica e nei cognomi locali sono rimaste evidenti tracce di questa antica presenza giudaica. Nel territorio di Savoca e dintorni esistono ancora contrade che portano nomi di chiara matrice ebraica: 
- Vallone Abramo (Vaddhuni i Bramu in siciliano) piccolo torrentello affluente del Torrente Savoca, vicino al confine con il territorio di Santa Teresa di Riva.
- Vallone Moselle (Vaddhuni i Museddhi in siciliano) contrada rurale posta a valle del centro storico di Savoca, nei pressi della frazione Rina.
- Strada la Judeca, viuzza del centro storico di Casalvecchio Siculo.

Tra i cognomi di origine ebraica presenti a Savoca e dintorni, ne spiccano alcuni, quali: Amato, Bartolotta, Bongiorno, Di Giovanni, Lo Conte, Lo Giudice, Moschella.
Ancora oggi, nella rappresentazione del Martirio di Santa Lucia, antichissima e suggestiva manifestazione che si tiene ogni anno ad agosto nel centro storico di Savoca fin dal XVI secolo, i figuranti soldati romani che cercano di corrompere la verginità della Martire siracusana, vengono chiamati i brutti giudei, a testimonianza del clima di antisemitismo, oggi fortunatamente scomparso, presente nella cittadina siciliana nei secoli scorsi.